# Protoptila marqua
Protoptila marqua är en nattsländeart som beskrevs av Oliver S. Flint Jr. 1967. Protoptila marqua ingår i släktet Protoptila och familjen stenhusnattsländor. Inga underarter finns listade i Catalogue of Life.